# Condado de Tipton (Tennessee)
O Condado de Tipton é um dos 95 condados do Estado americano do Tennessee. A sede do condado é Covington, e sua maior cidade é Covington. O condado possui uma área de 1 230 km² (dos quais 40 km² estão cobertos por água), uma população de 51 271 habitantes, e uma densidade populacional de 43 hab/km² (segundo o censo nacional de 2000). O condado foi fundado em 1823.